# Lego Harry Potter Collection
Die Lego Harry Potter Collection ist ein Computerspiel-Remaster von Lego Harry Potter: Die Jahre 1–4 und Lego Harry Potter: Die Jahre 5–7. Die Spielesammlung wurde am 20. Oktober 2016 für PlayStation 4, am 30. Oktober 2018 für Nintendo Switch und Xbox One von Warner Bros. Interactive Entertainment herausgegeben.

## Rezeption
Das Spiel erhielt vom deutschsprachigen Onlinemagazin 4Players eine gute Bewertung von 75 bis 84 Prozent.